# Escuela romana (música)

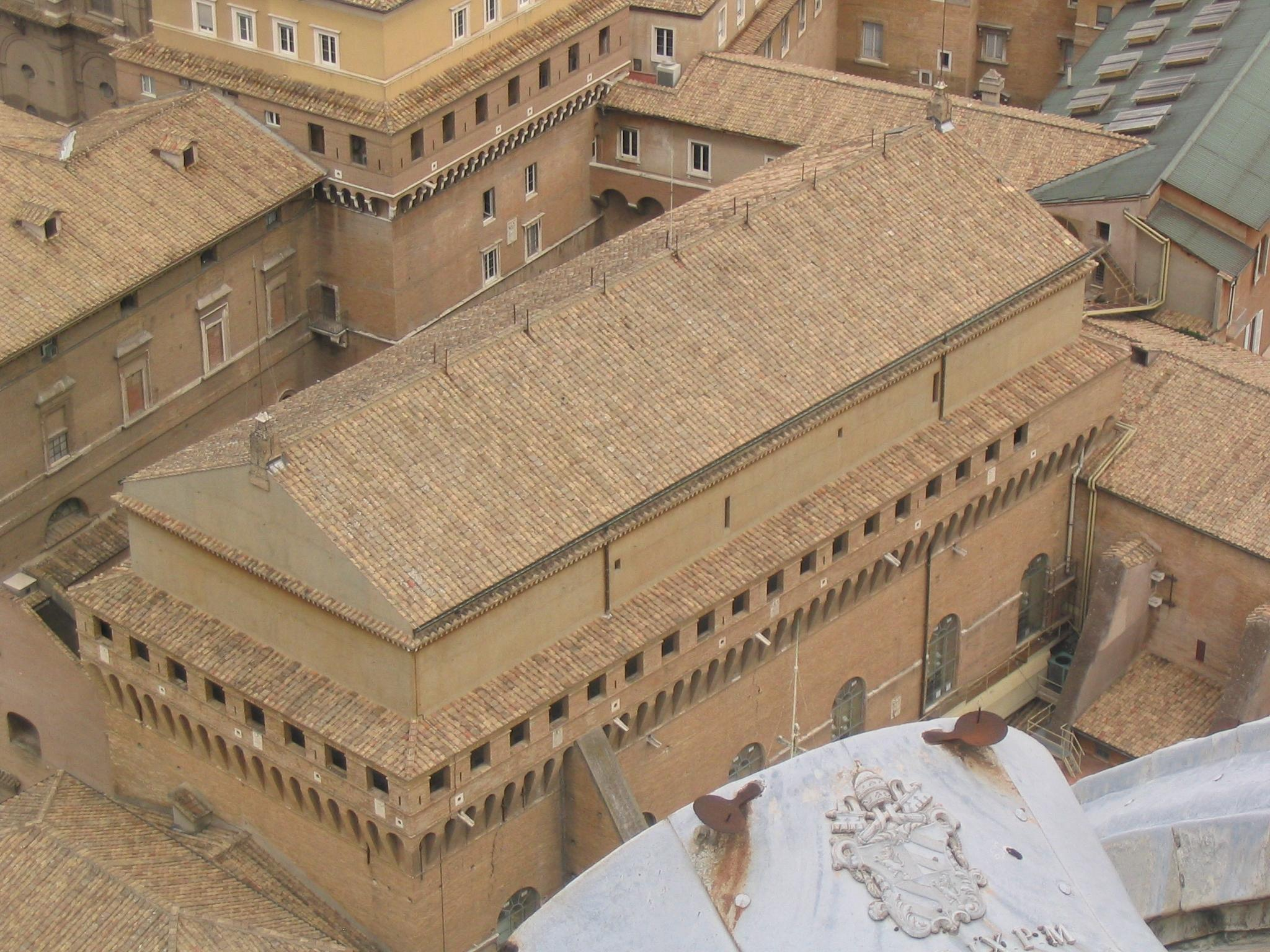
Escuela romana (música)

En la Historia de la música, la Escuela romana fue un grupo de compositores romanos que creaban principalmente música sacra durante los siglos XVI-XVII. Su estilo compositivo se encontraba entre fines del Renacimiento y principios del Barroco.
En algunas décadas la ópera se separó en Italia.Roma, encontró un abogado en el prelado y libretista Giulio Rospigliosi (más tarde, Papa Clemente IX). Rospigliosi era apadrinado por la familia toscana de los Barberini, figuras prominentes en la sociedad romana en las décadas tempranas del siglo XVII.
Los compositores que trabajaron en Roma en ese tiempo fueron Luigi Rossi, Michelangelo Rossi, Stefano Landi, Marco Marazzoli. En 1630, el tema de las óperas comenzó a cambiar perceptiblemente: en vez de la tradición pastoral de La Arcadia, se prefirieron los temas de los poemas caballerescos, especialmente los de Ariosto y Tasso, así como los temas tomados de la vida de santos cristianos y la Comedia del arte. El número de personajes se incrementó, y por tanto, la intriga dramática se tornó más compleja. Se desarrolló un nuevo método de declamar los recitativos, más dramático y flexible. La ópera romana se destacó por sus enormes coros y elaborados escenarios.

## Compositores más importantes
- Domenico Allegri (c. 1585-1629)
- Gregorio Allegri (1582-1652), compositor del famoso Miserere
- Felice Anerio (c. 1564-1614)
- Giovanni Francesco Anerio (c. 1567-1630), hermano menore de Felice
- Giovanni Animuccia (c. 1520-1571)
- Paolo Bellasio (1554-1594)
- Giacomo Carissimi (1605-1674)
- Emilio de' Cavalieri (c. 1550-1602)
- Antonio Cifra (1584-1629)
- Giovanni Dragoni (c. 1540-1598)
- Francesco Foggia (1604-1688)
- Ruggiero Giovannelli (c. 1560-1625)
- Marc'Antonio Ingegneri (c. 1535-1592)
- Stefano Landi (1587-1639)
- Giovanni de Macque (c. 1550-1614)
- Marco Marazzoli (c. 1602-1662)
- Johannes Matelart (prima del 1538-1607)
- Domenico Mazzocchi (1592-1665)
- Virgilio Mazzocchi (1597-1646)
- Rinaldo del Mel (c. 1554-1598)
- Giovanni Bernardino Nanino (1560-1623)
- Giovanni Maria Nanino (1543-1607)
- Giovanni Pierluigi da Palestrina (c. 1525-1594)
- Paolo Quagliati (c. 1555-1628)
- Luigi Rossi (c. 1597-1653)
- Michelangelo Rossi (c. 1600-1656)
- Bartolomeo Roy (c. 1530-1599)
- Francesco Soriano (c. 1548-1621)
- Annibale Stabile (c. 1535-1595)
- Annibale Zoilo (c. 1537-1592)